# Dalisson de Almeida
Dalisson de Almeida Leite (Maceió, 6 de abril del 2000), conocido deportivamente como Dalisson, es un futbolista español de origen brasileño que juega como extremo derecho en el Córdoba C. F. de la Segunda División de España.

## Trayectoria
Nacido en Maceió pero criado en Cantabria desde los seis años —inicialmente en Labarces y después en Cabezón de la Sal—, Dalisson se unió al fútbol base del Real Valladolid C. F. en 2015 procedente de la S. D. Textil Escudo. Debutó con el filial el 13 de enero de 2019 al entrar como suplente en los minutos finales de una derrota por 0-1 frente a la U. D. San Sebastián de los Reyes en la Segunda División B.
El siguiente 28 de agosto, tras finalizar su formación, salió cedido a la U. M. Escobedo de la Tercera División. Al volver de su cesión fue asignado para jugar en el Atlético Tordesillas, club convenido con el Real Valladolid, pero solo disputó un partido antes de volver al Promesas, renovando su contrato con el club poco después, el 17 de diciembre de 2020, hasta 2022.
El 6 de julio de 2022 se oficializó su incorporación, como agente libre, al Racing de Santander para jugar en su filial en la Segunda Federación.
Logró debutar con el primer equipo el 1 de noviembre de ese año al entrar como suplente en la segunda mitad de un empate por 1-1 frente al Deportivo Alavés en la Segunda División.
El 5 de junio de 2025, pasa a formar parte de la plantilla del Córdoba C.F.

## Clubes
Actualizado al último partido disputado el 03 de agosto de 2025.
| Club                          | País          | Año           | Partidos | Goles |
| ----------------------------- | ------------- | ------------- | -------- | ----- |
| Valladolid Promesas           | España        | 2019-2022     | 46       | 1     |
| UM Escobedo (cedido)          | España        | 2019-2020     | 18       | 1     |
| Atlético Tordesillas (cedido) | España        | 2020          | 1        | 0     |
| Rayo Cantabria                | España        | 2022-2023     | 29       | 6     |
| Racing de Santander           | España        | 2022-2023     | 1        | 0     |
| Pontevedra CF                 | España        | 2023-2025     | 70       | 21    |
| Córdoba C.F.                  | España        | 2025-Act.     |          |       |
| Total carrera                 | Total carrera | Total carrera | 164      | 29    |